# Marne-la-Vallée
Marne-la-Vallée este un oraș nou localizat lângă Paris, Franța.
Cu atracții turistice ca: Disneyland Paris, Val d'Europe, Université Paris-Est Marne-la-Vallée și École des Ponts ParisTech se află în Marne-la-Vallée.

## Statut
Marne-la-Vallée a fost construit treptat de la primele planuri din 1965 și acoperă în prezent o suprafață de peste 15.000 de hectare și cuprinde 26 de comune, în departamentele Seine-et-Marne, Seine-Saint-Denis și Val-de- Marne. Populația totală (2007) este de 282.150 de locuitori.
În scopuri administrative, zona a fost divizată în patru sectoare:
1. Porte de Paris
2. Val Maubuée
3. Val de Bussy
4. Val d'Europe

## Economie
Anterior , Star Airlines (acum XL Airways, Franța) a avut sediul în clădirea Immeuble Horizon în Noisy-le-Grand, în Marne-la-Vallée. Cédric Pastrour, fondatorul companiei aeriene, a declarat că societatea a ales locuri zgomotoase, deoarece compania aeriană nu știa încă care aeroport, Charles de Gaulle sau Orly Airport, ar servi drept bază a companiei, și că locul zgomotos a fost echidistant față de ambele aeroporturi. Pastrour a adăugat că locul zgomotos a avut acces la rutele A4 și A86 și a fost aproape de Francilienne, și că costurile în zona zgomotoasă au fost mai mici decât costurile din zona aeroportului.